# David Dobrik
David Julian Dobrik (* 23. července 1996 Košice) je slovenský youtuber, TikToker a bývalý Viner, který se stal slavným, na již zmíněné platformě Vine. David Dobrik si založil YouTube kanál na konci roku 2014. K prosinci roku 2021 Dobrikův YouTube kanál nahromadil 18,3 milionů odběratelů a 6,4 miliard zhlédnutí. V roce 2019 byl jeho kanál pátým nejsledovanějším na platformě s 2,4 miliardami zhlédnutí.
Dobrik daboval Axela ve filmu Angry Birds ve filmu 2.

## Dětství
Dobrik se narodil 23. července 1996 v Košicích na Slovensku. Když Dobrikovi bylo šest let, jeho rodina se přestěhovala do Vernon Hills ve státě Illinois. Dobrik vystudoval střední školu Vernon Hills High School. Po ukončení střední školy se přestěhoval do Los Angeles a začal se věnovat své kariéře.

## Kariéra

### 2013–2016: Začátky kariéry
V roce 2013 nahrál Dobrik svůj první Vine. Na platformu nahrával videa s dalšími populárními Vinery, mezi ně patří Liza Koshy, Gabbie Hanna, Jason Nash a Zane & Heath. Před založením vlastního YouTube kanálu, mimo jiné natáčel videa na kanál Second Class. Před zánikem tohoto kanálu v roce 2015, Dobrik a jeho kamarádi získali přes 18 000 odběratelů. Posléze Dobrik založil svůj vlastní YouTube kanál v roce 2015. Od počátku se jeho tvorba zaměřovala primárně na komediální vlogy, na nichž vystupovali mnozí jeho bývalí kamarádi z platformy Vine. V srpnu 2016, Dobrik vytvořil svůj druhý kanál, David Dobrik Too, kde sdílí nepovedené záběry, výzvy a jeho obchodní sponzoringová videa.

### 2017 – dosud: kariéra YouTube

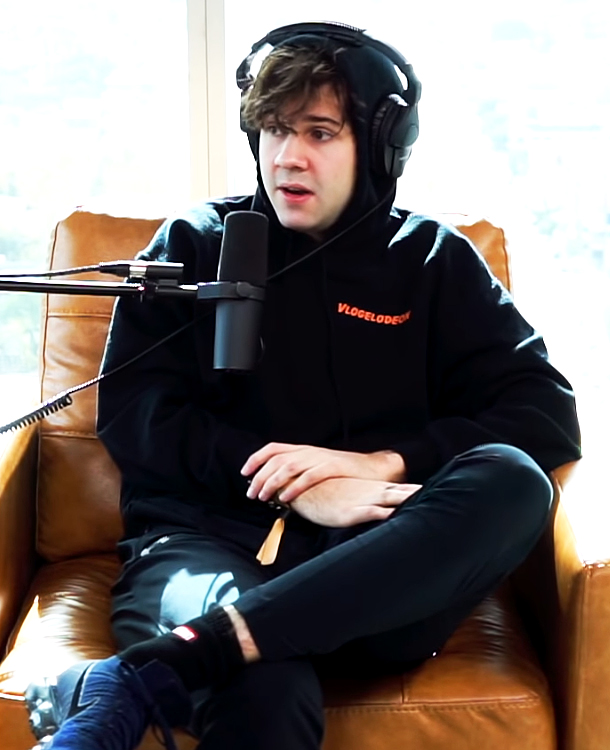
Dobrik v ADHD Podcast v roce 2018

Videa na kanálu David Dobrik mají většinou komediální žánr. Dříve zveřejňoval videa třikrát v týdnu, v současné době zveřejňuje videa dvakrát v týdnu. Má podcast s názvem Views s YouTuberem Jasonem Nashem, Joem Vulpisa a Natalie Maridueny.
V prosinci 2018 získal Dobrik diamantové YouTube tlačítko jako uznání kanálu, který překonal 10 milionů odběratelů. Dobrik byl také v časopisu PAPER, spolu s Trisha Paytas a Jaboukie Young-White.

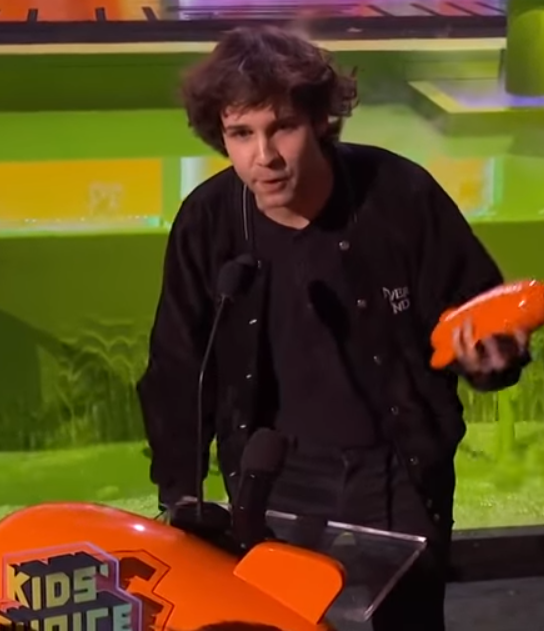
Dobrik na 2019 Children 'Choice Awards

V srpnu 2019 Dobrika představil časopis Variety v ročním seznamu Síla mladého Hollywoodu, spolu s celebritami Blackpink, Billie Eilish, Tom Holland a Lil Nas X. Ve stejném měsíci Dobrik moderoval televizní pořad Teen Choice Awards 2019 po boku s Lucy Hale.
V říjnu 2019 byl Dobrik jmenován Influencerem číslo 1 a osobností, kterou sledovalo na sociálních sítích nejvíce teenagerů, na základě průzkumu Piper Jaffray Co.
V YouTube Rewind 2019 byl Dobrik jmenován pátým nejsledovanějším tvůrcem toho roku s 2,4 miliardami zhlédnutí. Ve stejném měsíci bylo video Dobrika na TikToku nejvíce virálním videem roku 2019 s 17,5 miliony lajků a 180 miliony zhlédnutí.
V lednu 2020 vydal Dobrik svou vlastní aplikaci pro mobilní fotoaparáty s názvem David's Disposable, která umožňuje uživatelům vytvářet vlastní retro fotografie. Tato aplikace překonala více než milion stažení a také se krátce dostala na první místo seznamu nejoblíbenějších bezplatných aplikací v obchodě App Store společnosti Apple. Aplikace byla populárnější než Disney+ a Instagram.

#### Obvinění ze sexuálního napadení a šikanování
V únoru 2021 Seth Francois, bývalý člen Vlog Squad, obvinil Dobrika ze sexuálního napadení poté, co byl podvodem donucen k tomu, aby se zavázanýma očima políbil Jasona Nashe. Jako jediný černošský člen skupiny vlogů Francois uvedl, že se také cítil „pod tlakem podílet se na kouscích, které byly kulturně necitlivé.“ Bývalý člen skupiny vlogů Nik Keswani obvinil Dobrika ze šikanování, přičemž uvedl, že to byl důvod, proč opustil skupinu v roku 2018.
Dne 16. března 2021 Kat Tenbarge z Business Insider oznámila, že během natáčení vlogu o skupinovém sexu z roku 2018 byla žena údajně znásilněna během natáčení tehdejším členem Vlog Squad Domem Zeglaitisem, když byla opilá a nebyla schopna souhlasit se sexuálním aktem který pachatel vykonal. Ve stejný den Dobrik zveřejnil krátké video s názvem "Let's talk" („Promluvme si“), ve kterém se zabýval některými nedávnými kontroverzemi, které se ho týkají, konkrétně v souvislosti s bývalými členy Vlog Squad. Nezabýval se ale obviněními proti Zeglaitisovi ze začátku toho dne. Po obviněních Dobrik ztratil mnoho sponzorů a fanoušků a také odstoupil ze své pozice v Dispo. Dne 26. března 2021 bylo prohlášeno, že YouTube v důsledku incidentu dočasně demonetizoval kanály Dobrika a Zeglaitise s odvoláním na porušení svých pravidel o odpovědnosti autorů. Po tříměsíční přestávce začal Dobrik opět uveřejňovat příspěvky na svém kanálu YouTube v červenci 2021 a do prosince 2021 se jeho kanál vrátil na pozici 20. největšího kanálu na světě podle počtu zhlédnutí na epizodu.

#### Dobrikovo zranění Jeffa Witteka
V dubnu 2021 člen Vlog Squad Jeff Wittek zveřejnil na svém kanálu YouTube dokument s názvem „Don't Try This at Home“ („Tohle doma nezkoušejte“), který vysvětlil okolnosti nehody, která se stala v červnu 2020, kdy si Wittek zlomil lebku a tvář, což vyžadovalo rozsáhlou operaci. K incidentu došlo během natáčení Dobrikova comebackového vlogu, kdy členové Vlog Squadu zkoušeli wakeboarding na mělkém jezeře tak, že je Dobrik jednotlivě vozil zavěšené lanem na lžíci bagru. Wittekův dokument obsahoval záznam, na kterém lze vidět, jak členka Vlog Squadu, Corinna Kopfová, zavěšená na laně začíná ztrácet rovnováhu a téměř spadne, což ji přimělo požádat o zastavení bagru, což Dobrik okamžitě neudělal, a proto ho obvinila, že „zachází příliš daleko“. Když přišla řada na Witteka, Dobrik roztočil bagr kolem vlastní osy rychleji než u předchozích členů Vlog Squadu a následně ho prudce zastavil. Wittekova hybnost způsobila, že narazil do lžíce a spadl do mělkého jezera, zatímco byl pořád připojen k lanu.

#### Viewspodcast
V září 2018 vytvořil Dobrik svůj třetí kanál na YouTube s názvem Views Podcast, kde zveřejňuje podcast Views. Časopis The Verge představil Dobrika jako jednoho z YouTuberů, kteří přišli na to, jak podcasty na YouTube fungují. Dobrik se však rozhodl zastavit publikování svého podcastu Views na platformu YouTube, místo toho pokračoval v publikování podcastu výhradně na Apple Podcasts a Spotify. Poslední nahraný podcast od Dobrika a Jasona Nashe byla epizoda 107, zveřejněna 2. června 2019.  

## Osobní život
Dobrik má tři sourozence jménem Esther, Sarah a Toby. Jako slovenský občan, který přišel do Spojených států jako dítě, je chráněn před deportací v rámci DACA. Dobrik v rozhovoru z prosince 2018 uvedl, že mluví slovensky.
Dobrik byl ve vztahu s youtuberkou Lizou Koshy od konce roku 2015 do začátku roku 2018. Svůj rozchod oznámili v červnu 2018. 15. května 2019 se Dobrik legálně oženil s Lorraine Nashovou, matkou Jasona Nashe, šlo však o komediální kousek do jednoho vlogu. 12. června 2019 Dobrik oznámil, že se s Nashovou rozhodli po jednom měsíci ukončit manželství. 22. listopadu 2019 Dobrik prostřednictvím Instagramu prohlásil, že oficiálně podepsal rozvodové papíry a rozvedl se s Lorraine Nashovou.